# Lista pierwszych wydań krótkich utworów literackich Stanisława Lema
Stanisław Lem jest najczęściej tłumaczonym polskim autorem pod względem liczby przekładów całych książek i jednym z najczęściej tłumaczonych pod względem liczby języków.  Część z jego tekstów z nich nigdy nie ukazało się drukiem zwartym, niektóre pierwotnie drukowane były w czasopismach, by później zostać wydanymi w formie książkowej.
Poniższa lista zawiera spis opowiadań, nowel, wierszy, scenariuszy i innych utworów literackich, które nie miały samodzielnych wydań książkowych. Nie zawiera ona natomiast tekstów publicystycznych, esejów, listów czy wywiadów z Lemem, ani wydawanych osobno fragmentów powieści.
| Tytuł                                                                           | Gatunek     | Cykl                       | Pierwsze wydanie w prasie                | Pierwsze wydanie książkowe |
| ------------------------------------------------------------------------------- | ----------- | -------------------------- | ---------------------------------------- | --- |
| Gama kolorowa                                                                   | Wiersz      |                            | "Nasza opinia" 153/1938                  | |
| Placówka                                                                        | Opowiadanie |                            | „Kuźnica” (18.02.1946)                   | |
| Nowy                                                                            | Opowiadanie |                            | „Żołnierz Polski” (22-28.03.1946)        | |
| D-Day                                                                           | Opowiadanie |                            | „Żołnierz Polski” (6-19.12.1946)         | Lata czterdzieste. Dyktanda (2005) |
| KW-1                                                                            | Opowiadanie |                            | „Kuźnica” (1946)                         | Lata czterdzieste. Dyktanda (2005) |
| Obcy                                                                            | Opowiadanie |                            | „Tygodnik Powszechny” (27.10.1946)       | Lata czterdzieste. Dyktanda (2005) |
| Dzień siódmy                                                                    | Opowiadanie |                            | „Tygodnik Powszechny” (10.11.1946)       | |
| Dzieje jednego odkrycia                                                         | Opowiadanie |                            | „Tygodnik Powszechny” (22.12.1946)       | Lata czterdzieste. Dyktanda (2005) |
| Hauptsturmführer Koestnitz                                                      | Opowiadanie |                            | „Odra” (1946)                            | |
| Ballada w morał zaopatrzona                                                     | Satyra      |                            | „Kocynder” (1946)                        | |
| Spotkanie w Kołobrzegu                                                          | Opowiadanie |                            | „Żołnierz Polski” (27.12.1946-2.01.1947) | |
| V nad Londynem                                                                  | Opowiadanie |                            | „Żołnierz Polski” (1947)                 | Lata czterdzieste. Dyktanda (2005) |
| Plan Anti-V                                                                     | Opowiadanie |                            | „Co Tydzień Powieść” (1947)              | Lata czterdzieste. Dyktanda (2005) |
| Miasto atomowe                                                                  | Opowiadanie |                            | „Żołnierz Polski” (1947)                 | Lata czterdzieste. Dyktanda (2005) |
| Człowiek z Hiroszimy                                                            | Opowiadanie |                            | „Żołnierz Polski” (1947)                 | Lata czterdzieste. Dyktanda (2005) |
| Koniec świata o ósmej                                                           | Opowiadanie |                            | „Co Tydzień Powieść” (1947)              | Dzienniki gwiazdowe (1957) |
| Ogród ciemności                                                                 | Opowiadanie |                            | „Tygodnik Powszechny” (1947)             | Ogród ciemności i inne opowiadania (2017) |
| Trust Twoich Marzeń                                                             | Opowiadanie |                            | „Co Tydzień Powieść” (1948)              | Lata czterdzieste. Dyktanda (2005) |
| Historia o wysokim napięciu                                                     | Opowiadanie |                            | „Co Tydzień Powieść” (1948)              | Lata czterdzieste. Dyktanda (2005) |
| *** (Nie wiem czy ręka...)                                                      | Wiersz      |                            | „Tygodnik Powszechny” (1948)             | Wysoki Zamek. Wiersze młodzieńcze (1975) |
| Beethoven, symfonia piąta                                                       | Wiersz      |                            | „Tygodnik Powszechny” (1948)             | Wysoki Zamek. Wiersze młodzieńcze (1975) |
| List miłosny                                                                    | Wiersz      |                            | „Tygodnik Powszechny” (1948)             | Wysoki Zamek. Wiersze młodzieńcze (1975) |
| Małe wiersze                                                                    | Wiersz      |                            | „Tygodnik Powszechny” (1948)             | Wysoki Zamek. Wiersze młodzieńcze (1975) |
| Vale triste                                                                     | Wiersz      |                            | „Tygodnik Powszechny” (1948)             | Wysoki Zamek. Wiersze młodzieńcze (1975) |
| Ćma                                                                             | Wiersz      | Owady                      | „Tygodnik Powszechny” (1948)             | Wysoki Zamek. Wiersze młodzieńcze (1975) |
| Motyl                                                                           | Wiersz      | Owady                      | „Tygodnik Powszechny” (1948)             | Wysoki Zamek. Wiersze młodzieńcze (1975) |
| Gąsienica                                                                       | Wiersz      | Owady                      | „Tygodnik Powszechny” (1948)             | Wysoki Zamek. Wiersze młodzieńcze (1975) |
| Coda                                                                            | Wiersz      | Owady                      | „Tygodnik Powszechny” (1948)             | Wysoki Zamek. Wiersze młodzieńcze (1975) |
| *** (W ścieżkach orlich...)                                                     | Wiersz      |                            | „Tygodnik Powszechny” (1948)             | Wysoki Zamek. Wiersze młodzieńcze (1975) |
| *** (Gołębie wpisywały...)                                                      | Wiersz      |                            | „Tygodnik Powszechny” (1948)             | Wysoki Zamek. Wiersze młodzieńcze (1975) |
| Cmentarz polny                                                                  | Wiersz      |                            | „Tygodnik Powszechny” (1948)             | Wysoki Zamek. Wiersze młodzieńcze (1975) |
| Triolet                                                                         | Wiersz      |                            | „Tygodnik Powszechny” (1948)             | Wysoki Zamek. Wiersze młodzieńcze (1975) |
| Piątką przez Kraków                                                             | Wiersz      |                            | „Tygodnik Powszechny” (1948)             | Wysoki Zamek. Wiersze młodzieńcze (1975) |
| Miłość                                                                          | Wiersz      |                            | „Tygodnik Powszechny” (1948)             | Wysoki Zamek. Wiersze młodzieńcze (1975) |
| Siostra Barbara                                                                 | Opowiadanie | Czas nieutracony           | „Życie Literackie” (1953)                | Człowiek z Marsa. Opowiadania młodzieńcze. Wiersze (2009) |
| Topolny i Czwartek                                                              | Opowiadanie |                            |                                          | Sezam i inne opowiadania (1954) |
| Kryształowa kula                                                                | Opowiadanie |                            |                                          | Sezam i inne opowiadania (1954) |
| Sezam                                                                           | Opowiadanie |                            |                                          | Sezam i inne opowiadania (1954) |
| Electronic Subversive Ideas Detector                                            | Opowiadanie |                            |                                          | Sezam i inne opowiadania (1954) |
| Klient PANABOGA                                                                 | Opowiadanie |                            |                                          | Sezam i inne opowiadania (1954) |
| Hormon agatotropowy                                                             | Opowiadanie |                            |                                          | Sezam i inne opowiadania (1954) |
| Przedmowa profesora Tarantogi                                                   | Wstęp       | Dzienniki gwiazdowe        |                                          | Sezam i inne opowiadania (1954) |
| Podróż dwudziesta druga                                                         | Opowiadanie | Dzienniki gwiazdowe        |                                          | Sezam i inne opowiadania (1954) |
| Podróż dwudziesta trzecia                                                       | Opowiadanie | Dzienniki gwiazdowe        |                                          | Sezam i inne opowiadania (1954) |
| Podróż dwudziesta czwarta                                                       | Opowiadanie | Dzienniki gwiazdowe        |                                          | Sezam i inne opowiadania (1954) |
| Podróż dwudziesta piąta                                                         | Opowiadanie | Dzienniki gwiazdowe        |                                          | Sezam i inne opowiadania (1954) |
| Podróż dwudziesta szósta i ostatnia                                             | Opowiadanie | Dzienniki gwiazdowe        |                                          | Sezam i inne opowiadania (1954) |
| Obok megalomana                                                                 | Opowiadanie |                            | „Przekrój” (1954)                        | |
| Sen prezydenta                                                                  | Opowiadanie |                            | „Przekrój” (1955)                        | |
| Czy pan istnieje, Mr Jones?                                                     | Scenariusz  |                            | „Przekrój” (1955)                        | Dzienniki gwiazdowe (1957) |
| Podróż czternasta                                                               | Opowiadanie | Dzienniki gwiazdowe        | „Przekrój” (1956)                        | Dzienniki gwiazdowe (1957) |
| Szczur w labiryncie                                                             | Opowiadanie |                            | „Przekrój” (1956)                        | Dzienniki gwiazdowe (1957) |
| Podróż dwunasta                                                                 | Opowiadanie | Dzienniki gwiazdowe        |                                          | Dzienniki gwiazdowe (1957) |
| Podróż trzynasta                                                                | Opowiadanie | Dzienniki gwiazdowe        |                                          | Dzienniki gwiazdowe (1957) |
| Inwazja                                                                         | Opowiadanie |                            |                                          | Inwazja z Aldebarana (1959) |
| Przyjaciel                                                                      | Opowiadanie |                            |                                          | Inwazja z Aldebarana (1959) |
| Inwazja z Aldebarana                                                            | Opowiadanie |                            |                                          | Inwazja z Aldebarana (1959) |
| Ciemność i pleśń                                                                | Opowiadanie |                            |                                          | Inwazja z Aldebarana (1959) |
| Młot                                                                            | Opowiadanie |                            |                                          | Inwazja z Aldebarana (1959) |
| Exodus                                                                          | Opowiadanie |                            |                                          | Inwazja z Aldebarana (1959) |
| Test                                                                            | Opowiadanie | Opowieści o pilocie Pirxie | Młody Technik (10. i 11. 1958)           | Inwazja z Aldebarana (1959) |
| Patrol                                                                          | Opowiadanie | Opowieści o pilocie Pirxie | Młody Technik” (01. 1959)                | Inwazja z Aldebarana (1959) |
| Albatros                                                                        | Opowiadanie | Opowieści o pilocie Pirxie |                                          | Inwazja z Aldebarana (1959) |
| Podróż jedenasta                                                                | Opowiadanie | Dzienniki gwiazdowe        |                                          | Księga robotów (1961) |
| Ze wspomnień Ijona Tichego I                                                    | Opowiadanie | Dzienniki gwiazdowe        |                                          | Księga robotów (1961) |
| Ze wspomnień Ijona Tichego II                                                   | Opowiadanie | Dzienniki gwiazdowe        |                                          | Księga robotów (1961) |
| Ze wspomnień Ijona Tichego III                                                  | Opowiadanie | Dzienniki gwiazdowe        |                                          | Księga robotów (1961) |
| Ze wspomnień Ijona Tichego IV                                                   | Opowiadanie | Dzienniki gwiazdowe        |                                          | Księga robotów (1961) |
| Formuła Lymphatera                                                              | Opowiadanie | Dzienniki gwiazdowe        |                                          | Księga robotów (1961) |
| Terminus                                                                        | Opowiadanie | Opowieści o pilocie Pirxie | Młody Technik (2-4. 1960)                | Księga robotów (1961) |
| Prawda                                                                          | Opowiadanie |                            | „Młody Technik” (07.1964 i 08.1964)      | Niezwyciężony i inne opowiadania (1964) |
| Odruch warunkowy                                                                | Opowiadanie | Opowieści o pilocie Pirxie | „Młody Technik” (11.1962 i 12.1962)      | Noc księżycowa (1963) |
| Tragedia pralnicza                                                              | Opowiadanie | Dzienniki gwiazdowe        |                                          | Noc księżycowa (1963) |
| Pamiętnik                                                                       | Opowiadanie |                            |                                          | Noc księżycowa (1963) |
| Wierny robot                                                                    | Scenariusz  |                            |                                          | Noc księżycowa (1963) |
| Wyprawa profesora Tarantogi                                                     | Scenariusz  | Profesor Tarantoga         |                                          | Noc księżycowa (1963) |
| Czarna komnata profesora Tarantogi                                              | Scenariusz  | Profesor Tarantoga         |                                          | Noc księżycowa (1963) |
| Dziwny gość profesora Tarantogi                                                 | Scenariusz  | Profesor Tarantoga         |                                          | Noc księżycowa (1963) |
| Podróż siódma                                                                   | Opowiadanie | Dzienniki gwiazdowe        |                                          | Niezwyciężony i inne opowiadania (1964) |
| Doktor Diagoras                                                                 | Opowiadanie | Dzienniki gwiazdowe        |                                          | Niezwyciężony i inne opowiadania (1964) |
| Zakład doktora Vliperdiusa                                                      | Opowiadanie | Dzienniki gwiazdowe        |                                          | Niezwyciężony i inne opowiadania (1964) |
| Ratujmy kosmos                                                                  | Opowiadanie | Dzienniki gwiazdowe        |                                          | Niezwyciężony i inne opowiadania (1964) |
| Trzej elektrycerze                                                              | Opowiadanie | Bajki robotów              |                                          | Bajki robotów (1964) |
| Uranowe uszy                                                                    | Opowiadanie | Bajki robotów              |                                          | Bajki robotów (1964) |
| Jak Erg Samowzbudnik Bladawca pokonał                                           | Opowiadanie | Bajki robotów              |                                          | Bajki robotów (1964) |
| Skarby króla Biskalara                                                          | Opowiadanie | Bajki robotów              |                                          | Bajki robotów (1964) |
| Dwa potwory                                                                     | Opowiadanie | Bajki robotów              |                                          | Bajki robotów (1964) |
| Biała śmierć                                                                    | Opowiadanie | Bajki robotów              |                                          | Bajki robotów (1964) |
| Jak Mikromił i Gigacyan ucieczkę mgławic wszczęli                               | Opowiadanie | Bajki robotów              |                                          | Bajki robotów (1964) |
| Bajka o maszynie cyfrowej, co ze smokiem walczyła                               | Opowiadanie | Bajki robotów              |                                          | Bajki robotów (1964) |
| Doradcy króla Hydropsa                                                          | Opowiadanie | Bajki robotów              |                                          | Bajki robotów (1964) |
| Przyjaciel Automateusza                                                         | Opowiadanie | Bajki robotów              |                                          | Bajki robotów (1964) |
| Król Globares i mędrcy                                                          | Opowiadanie | Bajki robotów              |                                          | Bajki robotów (1964) |
| Bajka o królu Murdasie                                                          | Opowiadanie | Bajki robotów              |                                          | Bajki robotów (1964) |
| Jak ocalał świat                                                                | Opowiadanie | Cyberiada                  |                                          | Bajki robotów (1964) |
| Maszyna Trurla                                                                  | Opowiadanie | Cyberiada                  |                                          | Bajki robotów (1964) |
| Wielkie lanie                                                                   | Opowiadanie | Cyberiada                  |                                          | Bajki robotów (1964) |
| O królewiczu Ferrycym i królewnie Krystali                                      | Opowiadanie | Bajki robotów              |                                          | Cyberiada (1965) |
| Bajka o trzech maszynach opowiadających króla Genialona                         | Opowiadanie | Cyberiada                  |                                          | Cyberiada (1965) |
| Wyprawa pierwsza, czyli pułapka Gargancjana                                     | Opowiadanie | Cyberiada                  |                                          | Cyberiada (1965) |
| Wyprawa pierwsza A, czyli Elektrybałt Trurla                                    | Opowiadanie | Cyberiada                  |                                          | Cyberiada (1965) |
| Wyprawa druga, czyli oferta króla Okrucyusza                                    | Opowiadanie | Cyberiada                  |                                          | Cyberiada (1965) |
| Wyprawa trzecia, czyli smoki prawdopodobieństwa                                 | Opowiadanie | Cyberiada                  |                                          | Cyberiada (1965) |
| Wyprawa czwarta, czyli o tym jak Trurl kobietron zastosował                     | Opowiadanie | Cyberiada                  |                                          | Cyberiada (1965) |
| Wyprawa piąta, czyli o figlach króla Baleryona                                  | Opowiadanie | Cyberiada                  |                                          | Cyberiada (1965) |
| Wyprawa piąta A, czyli konsultacja Trurla                                       | Opowiadanie | Cyberiada                  |                                          | Cyberiada (1965) |
| Wyprawa szósta, czyli jak Trurl i Klapaucjusz demona drugiego rodzaju stworzyli | Opowiadanie | Cyberiada                  |                                          | Cyberiada (1965) |
| Wyprawa siódma, czyli o tym jak własna doskonałość Trurla do złego przywiodła   | Opowiadanie | Cyberiada                  |                                          | Cyberiada (1965) |
| Altruizyna                                                                      | Opowiadanie | Cyberiada                  |                                          | Polowanie (1965) |
| Dwóch młodych ludzi                                                             | Opowiadanie |                            |                                          | Polowanie (1965) |
| Polowanie                                                                       | Opowiadanie | Opowieści o pilocie Pirxie |                                          | Polowanie (1965) |
| Wypadek                                                                         | Opowiadanie | Opowieści o pilocie Pirxie |                                          | Polowanie (1965) |
| Opowiadanie Pirxa                                                               | Opowiadanie | Opowieści o pilocie Pirxie |                                          | Polowanie (1965) |
| Podróż ósma                                                                     | Opowiadanie | Dzienniki gwiazdowe        |                                          | Dzienniki gwiazdowe (1966) |
| Podróż dwudziesta ósma                                                          | Opowiadanie | Dzienniki gwiazdowe        |                                          | Dzienniki gwiazdowe (1966) |
| Rozprawa                                                                        | Opowiadanie | Opowieści o pilocie Pirxie |                                          | Opowieści o pilocie Pirxie (1968) |
| Podróż osiemnasta                                                               | Opowiadanie | Dzienniki gwiazdowe        |                                          | Dzienniki gwiazdowe (1971) |
| Podróż dwudziesta                                                               | Opowiadanie | Dzienniki gwiazdowe        |                                          | Dzienniki gwiazdowe (1971) |
| Podróż dwudziesta pierwsza                                                      | Opowiadanie | Dzienniki gwiazdowe        |                                          | Dzienniki gwiazdowe (1971) |
| Kongres futurologiczny                                                          | Opowiadanie | Dzienniki gwiazdowe        |                                          | Bezsenność (1971) |
| Ananke                                                                          | Opowiadanie | Opowieści o pilocie Pirxie |                                          | Bezsenność (1971) |
| Profesor A. Dońda                                                               | Opowiadanie | Dzienniki gwiazdowe        | „Szpilki” 1973                           | Kroki w nieznane V (1974) |
| Pożytek ze smoka                                                                | Opowiadanie | Dzienniki gwiazdowe        |                                          | Pożytek ze smoka (1993) |
| Pitaval 2044                                                                    | Opowiadanie | Pitavale XXI wieku         |                                          | Sex Wars (1996) |
| Pitaval 2056                                                                    | Opowiadanie | Pitavale XXI wieku         |                                          | Sex Wars (1996) |
| Pitaval 2057                                                                    | Opowiadanie | Pitavale XXI wieku         |                                          | Sex Wars (1996) |
| Worldnet Pitaval 2068                                                           | Opowiadanie | Pitavale XXI wieku         |                                          | Sex Wars (1996) |
| Ostatnia podróż Ijona Tichego                                                   | Opowiadanie | Dzienniki gwiazdowe        | „Playboy Polska” 5/1999                  | |
| Pan F.                                                                          | Opowiadanie |                            | „Tygodnik Powszechny” 2004               | |
| Czarne i białe                                                                  | Opowiadanie |                            |                                          | Ogród ciemności i inne opowiadania (2017) (wcześniej, jako aneks do Między Elzenbergiem a Bierdiajewem. Studium aksjologiczno-antropologiczne Pawła Okołowskiego (2012)) |
| Polowanie                                                                       | Opowiadanie |                            | „Przekrój” nr 3564 (2018)                | |